# Helmold
Helmold (Goslar, 1120 – Bosau, 1177) német krónikaíró, történész és katolikus pap, bosaui lelkész.

## Életútja
Mint hittérítő Gerold püspökkel beutazta a kelet-tengermelléki szláv tartományokat és első annalistája volt a szlávoknak Németországban. Munkáját: Chronicon Slavorum (Nagy Károlytól 1170-ig) Arnold lübecki apát folytatta egész 1209-ig, majd utóbb egy áldozár a broszlói egyházmegyéből 1448-ig. Kiadta Schorkel (Frankfurt, 1556); későbbi Lappenberg Pertz, Mon. Germ. hist. XXI. kötetében.